# Was macht der Maier am Himalaya?
Was macht der Maier am Himalaya? lautet der Kehrreim eines Foxtrottschlagers, den Anton Profes 1925 komponierte. Den gereimten Text dazu dichtete das Autorengespann Fritz Rotter und Otto Stransky. Das Lied erschien 1926 im Drei Masken Verlag, Berlin.

## Geschichte
Das Lied wurde ein internationaler Erfolg und in 17 Sprachen übersetzt. In Deutschland spielten es die Orchester von Otto Dobrindt (als ‘Saxophon-Orchester Dobbri’), Gabriel Formiggini, Barnabás von Géczy, Paul Godwin, Efim Schachmeister, Marek Weber und Reinhard Wenskat. Die Berliner Diseuse Claire Waldoff machte noch Ende 1926 eine Aufnahme davon bei Electrola, der Kabarett-Tenor Hans Schwarz bei der Grammophon.
In Amerika wurde es Bestandteil der musikalischen show “Chauve-Souris” (französ.: Fledermaus), mit welcher der armenische Ballettmeister Nikita Balieff 1927 durch die USA tourte. Es erhielt den englischen Refraintext Where Is My Maier? und wurde von verschiedenen Jazzkapellen auf Grammophonplatte aufgenommen. Darunter waren Nat Shilkret und das Victor-Orchester, The Harmonians (eine Ben-Selvin-Gruppe mit dem Refrainsänger Irving Kaufman) und die bands von Sam Lanin und Eddie Thomas. Das deutsch-amerikanische Gesangsensemble Manhattan Quartett nahm es im Oktober 1927 bei der amerikanischen Columbia mit deutsch gesungenem Refrain auf.
In jüngster Zeit wurde das Lied, das im Tanzlokal genauso gespielt wurde wie auf dem Jahrmarkt, auch von Künstlern wie Gerhard Walden, den Duettisten Christian Zimmer und Stefan Henning oder Max Raabe und seinem Palast-Orchester interpretiert. Es ist längst ein Evergreen geworden.

## Literarische Rezeption
Karlo Štajner zitiert den Refraintext in seinem 1988 neu aufgelegten Buch 7000 Days in Siberia über seine Haft in russischen Lagern.
Walter Kempowski zitiert den Refraintext in seinem Roman Im Block, wo er ihn dem Studienrat Opitz, einem Mithäftling, der im Krieg Funker gewesen ist, in den Mund legt, ein weiteres Mal in seinem Roman Uns geht’s ja noch gold; hier ist er Teil der Erinnerungen seiner Mutter an ihre Mädchenzeit.

## Notenausgaben
- Was macht der Maier am Himalaya? Musik von Anton Profes. Text von Fritz Rotter und Otto Stransky. Für Singstimme und Klavier. Mit großer Illustration auf dem Titelblatt. von Herzig, Berlin 1926. 3 S.[12]
- Was macht der Maier am Himalaya? Von Anton Profes. Für Gesang/Klavier. BMG UFA Musikverlage, Verlagsnummer: UFA17189[13]

## Tondokumente

### Deutsche Aufnahmen
- YouTube Was macht der Maier am Himalaya / Hans Schwarz mit Paul-Godwin-Ensemble. Grammophon B 42 451 / 20 846 (mx. 352 bn), aufgen. 1926 (Volltextversion)

- YouTube Was macht der Maier am Himalaya / Claire Waldoff. Electrola Muster, Matrizennummer Bw 744, Take 2, aufgen. 1926

- YouTube Was macht der Maier am Himalaya / Orchester Barnabás von Géczy. Homocord electro 8029 (M 19 206) – Berlin, Januar 1927

- Was macht der Maier am Himalaya / Efim Schachmeister mit seinem Jazz Symphonie Orchester. Grammophon B 41 675 / 20 873 (mx. 406 bn), aufgen. Berlin, c. März 1927[14]

- YouTube Was macht der Maier am Himalaya / Jazz-Orchester Wenskat, Leipzig-Berlin, mit dem Stimmungssänger und Humoristen A. Preil. Isiphon Electrocord 792 a (mx. 7510) – 1927

- YouTube Was macht der Maier am Himalaya / Giusto Jazz Symphoniker [= Jazz-Orchester Wenskat] mit Refraingesang. Daheim-Record 2111 a (mx. 7487*)

- YouTube Was macht der Maier am Himalaya / Saxophon-Orchester Dobbri mit Gesang [Fritz Berger]. Beka B.6098-II (mx. 33 779) – 1927

- YouTube Was macht der Maier am Himalaya / Gabriel Formiggini und sein Orchester mit Refraingesang Max Kuttner. Elektro-Vox 8423 (mx. 1539 BB) – 1927

- YouTube Was macht der Maier am Himalaya / Marek Weber und sein Orchester. Electrola E.G.444 (8-40 143) – 1927

### US-amerikanische Aufnahmen
- archive.org Was Macht Der Maier Am Himalaya / The German-American Manhattan Quartett. Columbia (USA), Oktober 1927

- YouTube Where is my Maier? / Nat Shilkret And The Victor Orchestra, vocal refrain by Arthur Hall. Victor 21 025 / HMV AE 2112 (mx. A 40 185) Recorded New York 15 October 1927[15]

- YouTube Where is my Maier? / Sam Lanin’s Dance Orchestra. Vocal by Harold ‘Scrappy’ Lambert. Regal 8421-A, recorded 10/20/1927

- YouTube Where is my Maier? / Sam Lanin’s Gotham Troubadours. OkeH

- YouTube Where is my Maier? / The Harmonians. Harmony 503-H (mx. 144.695)

- YouTube Where Is My Maier? / Eddie Thomas and his Orchestra. With Vocal refrain. Rec. 1929